# Mesochorus alternus
Mesochorus alternus là một loài tò vò trong họ Ichneumonidae.